# Hermann Danjes
Hermann Danjes (* 10. Februar 1877 in Detmold; † 5. Februar 1926 ebenda) war  ein deutscher Maurermeister und Mitglied des Landtags Lippe.

## Leben
Nach dem Besuch des Detmolder Gymnasiums absolvierte  Hermann Danjes eine Ausbildung zum Maurer, bestand 1898 die Baugewerkemeisterprüfung und übernahm 1907 das elterliche Baugeschäft. Er musste Kriegsdienst leisten und war bis zum Kriegsende an der Westfront eingesetzt.
Danjes betätigte sich politisch, war Mitglied der Deutschen Volkspartei und erhielt 1921 ein Mandat für den Lippischen Landtag, das er bis 1925 innehatte.